# Madadgaon
Madadgaon är en ort i Indien.   Den ligger i distriktet Ahmadnagar och delstaten Maharashtra, i den centrala delen av landet, 1 100 km söder om huvudstaden New Delhi.